# Pierre Philippe Denfert-Rochereau
Pierre Philippe Denfert-Rochereau (Saint-Maixent-l'École, 11 gennaio 1823 – Versailles, 11 maggio 1878) è stato un politico e militare francese, con il grado di colonnello.
È divenuto celebre per aver condotto la resistenza della città di Belfort durante la guerra franco-prussiana del 1870, evitando la capitolazione della città, e per questo ricordato con il soprannome di Leone di Belfort.
Nel 1855 partecipò alla Guerra di Crimea, dove rimase ferito. Il 9 maggio dello stesso venne insignito della Legion d'onore.
Nel 1871 viene eletto deputato all'Assemblée Nationale, carica che ricoprì fino alla sua morte.